# Louhisaari (ö i Norra Karelen, Mellersta Karelen, lat 61,93, long 29,75)
Louhisaari är en ö i Finland. Den ligger i sjön Puruvesi och i kommunen Kides i den ekonomiska regionen  Mellersta Karelens ekonomiska region  och landskapet Norra Karelen, i den sydöstra delen av landet, 300 km nordost om huvudstaden Helsingfors. Öns area är 0,7 hektar och dess största längd är 190 meter i öst-västlig riktning.